# Выкуп (фильм, 1996)
«Выкуп» (англ. Ransom) — американский триллер 1996 года режиссёра Рона Ховарда с Мелом Гибсоном, Рене Руссо и Гэри Синизом в главных ролях. Является ремейком фильма «Выкуп!» 1956 года, в свою очередь основанного на телефильме «Fearful Decision» (1954) из цикла «The United States Steel Hour». Частично использует сюжеты романа Эда Макбейна «Королевский выкуп» и снятого по нему фильма Акиры Куросавы «Рай и ад» (1963).

## Сюжет
Главный герой — глава авиакомпании Том Маллен (Мел Гибсон). Том является живым воплощением успеха, у него есть деньги, любящая жена Кейт (Рене Руссо) и сын Шон (Броули Нолти). Однако несколько лет назад Том решил провернуть одно незаконное дело, из-за чего в тюрьму попал его помощник Джеки Браун (Дэн Хедайя), а Маллен избежал наказания. С тех пор семью часто посещает полиция.
Однажды Том вместе с сыном идёт на ярмарку своей жены. Том на минуту отвлекается и обнаруживает, что Шон пропал. Он просматривает запись с камеры, однако ничего увидеть не получается. Вскоре герою звонят похитители и требуют от Тома выкуп в несколько миллионов долларов и запрещают обращаться в ФБР, угрожая убить Шона. В качестве устрашения Тому отправляют по e-mail видео, где его сын с заклеенными глазами пристёгнут наручниками к кровати.
Маллены обращаются в ФБР. К ним в дом приезжают агенты во главе со специалистом Хоукинсом (Дэлрой Линдо). Вначале у Тома падает подозрение на Джеки Брауна, сидящего в тюрьме, однако после его допроса Том понимает, что это не Браун. В реальности настоящим похитителем является детектив Джимми Шейкер (Гэри Синиз). Он связывается с Малленами (изменяя свой голос с помощью скремблера) и сообщает Тому инструкцию по передаче выкупа. За Томом следит ФБР, но теряет его из виду. Однако когда Том приезжает на место, бандит забирает деньги и собирается уйти, и в итоге его убивает агент ФБР.
Том возвращается в свой дом и рассказывает Кейт о провалившемся обмене. Понимая, что когда бандиты получат деньги, они убьют Шона. Том едет в ближайшую студию и в прямом эфире назначает крупную сумму за голову похитителя. Шейкер начинает паниковать и звонит Тому, пытаясь запугать его угрозами, но Маллен бросает трубку. Кейт вместе с Хоукинсом пытается склонить Тома к выплате выкупа, но Маллен выходит к журналистам и повышает цену за голову бандита. Шейкер снова звонит Тому и делает выстрел в стену, а Маллены, думая, что Шон погиб, теряют надежду его увидеть.
Похитители готовятся уехать, но Джимми убивает своих сообщников лично, однако сам получает ранение. Шейкер сообщает полиции местонахождение Шона и выдает себя за его спасителя. Вскоре Маллены видят своего сына живым.
Шейкер приходит к Тому в дом, где тот благодарит его, однако во время их разговора Шон узнаёт Джимми по голосу, и Маллен понимает, что Шейкер и есть настоящий похититель. Угрожая пистолетом, детектив заставляет Тома отвезти его в банк и перевести деньги. ФБР вычисляет Джимми и сообщает полиции. На выходе из банка полицейские пытаются задержать детектива, однако Шейкер убивает их и собирается удрать. Маллен гонится за ним и в ходе драки они разбивают витрину магазина. К месту приезжают спецслужбы, а раненый стеклом Шейкер пользуется суматохой и готовится убить Тома, однако Том в последний момент пристреливает детектива. Кейт подходит к раненому Тому и обнимает его.

## В ролях
| Актёр         | Роль                   |
| ------------- | ---------------------- |
| Мел Гибсон    | Том Маллен             |
| Рене Руссо    | Кейт Маллен            |
| Броули Нолти  | Шон Маллен             |
| Гэри Синиз    | детектив Джимми Шейкер |
| Дэлрой Линдо  | агент Лонни Хоукинс    |
| Лили Тейлор   | Марис Коннер           |
| Лев Шрайбер   | Кларк Барнс            |
| Донни Уолберг | Кьюбби Барнс           |
| Эван Хэндлер  | Майлс Робертс          |
| Дэн Хедайя    | Джеки Браун            |

## Номинации
- «Золотой глобус», 1997 — Лучшая мужская роль (драма) (Мэл Гибсон)
- «Сатурн», 1997 — Лучший приключенческий фильм, боевик или триллер